# Гуркі-Великі
Гуркі-Великі (пол. Górki Wielkie) — село в Польщі, у гміні Бренна Цешинського повіту Сілезького воєводства.
Населення — 3835 осіб (2011).
У 1975-1998 роках село належало до Бельського воєводства.

## Демографія
Демографічна структура станом на 31 березня 2011 року:
|          | Загалом | Допрацездатний вік | Працездатний вік | Постпрацездатний вік |
| -------- | ------- | ------------------ | ---------------- | -------------------- |
| Чоловіки | 1914    | 450                | 1280             | 184                  |
| Жінки    | 1921    | 387                | 1182             | 352                  |
| Разом    | 3835    | 837                | 2462             | 536                  |